# Dong Jie
Dong Jie (en chino tradicional, 董潔; en chino simplificado, 董洁) también conocida artísticamente como Angela Dong, es una actriz china.

## Biografía
Estudió danza en el People's Liberation Army Academy of Art.
Es amiga del actor chino Chen Kun.
Después de salir por dos años con el actor Pan Yueming, se casaron en 2008 y un año después le dieron la bienvenida a su hijo Pan Zekai (Dingding), sin embargo se divorciaron en octubre de 2012.
Salió brevemente con el actor chino Wang Dazhi (王大治), pero la relación terminó.

## Carrera
Es miembro de la agencia Tibet Mulight Media Co.,Ltd.
En marzo de 2018 se unió al elenco de la serie Secret of the Three Kingdoms donde dio vida a Tang Ying, quien se convierte en la Consorte Hong Nong, la viuda del antiguo Emperador de Han, Liu Bian.
En agosto del mismo año se unió al elenco recurrente de la serie Ruyi's Royal Love in the Palace donde interpretó a Fuca Langhua, quien más tarde se convierte en la Emperatriz Xiaoxianchun, una mujer elegante, digna, respetada y virtuosa, quien a pesar de esto envidia a Ula-Nara Ruyi (Zhou Xun) debido a su relación íntima con el Emperador (Wallace Huo).

## Filmografía

### Series de televisión
| Año             | Título                            | Personaje                             | Notas                               |
| --------------- | --------------------------------- | ------------------------------------- | ----------------------------------- |
| 2022 - presente | The Last Goodbye to Mama          | Ding Biyun                            |                                     |
| 2022 - presente | Love is Leaving                   | Zheng Huizhu                          |                                     |
| 2022 - presente | Blossoms in Dream                 | Xian                                  |                                     |
| 2022 - presente | The Knot                          | Wang Biyun                            |                                     |
| 2020            | With You                          | Meng Jie                              | (ep. #15-16) - (aparición especial) |
| 2019            | One Dream One Home (Macau Family) | Liang Shuwen                          | 32 episodios                        |
| 2018            | Novoland: Eagle Flag              | -                                     | (invitada)                          |
| 2018            | The Family                        | Fang Tianxin                          | 52 episodios                        |
| 2018            | Ruyi's Royal Love in the Palace   | Fuca Langhua, Emperatriz Xiaoxianchun | 38 episodios                        |
| 2018            | Secret of the Three Kingdoms      | Tang Ying, Concubina Hua              |                                     |
| 2017            | White Deer Plain                  | Zhang Zijun                           | (cameo)                             |
| 2017            | Love in Nanjing                   | Lin Yuhui                             |                                     |
| 2015            | Tiger Mom                         | Tang Lin                              | 29 episodios                        |
| 2014            | Ten Years of Love                 | Han Ling                              | 35 episodios                        |
| 2014            | Allure Snow                       | Jiang Jiayuan                         | 50 episodios                        |
| 2011            | Please Forgive Me                 | Mei Guo                               |                                     |
| 2010            | Tracking Nights Phantom           | Yun Lie                               |                                     |
| 2010            | You Are My Brother                | Hua Leilei                            |                                     |
| 2008 - 2009     | Legend of the Fist: Chen Zhen     | Fang Zhixin                           | 30 episodios                        |
| 2008            | Torn Between Two Lovers           | Jin Mingzhu                           | 44 episodios                        |
| 2007            | Butterfly Lovers                  | Zhu Yingtai                           | 41 episodios                        |
| 2006            | Hong Yi Fang                      | Kawakami Yoko                         |                                     |
| 2005            | Endless Love 2                    | Zhan Yan                              |                                     |
| 2004            | Early Spring                      | Tao Lan                               |                                     |
| 2004            | Endless Love                      | Zhan Yan                              | 35 episodios                        |
| 2003            | Flying Daggers                    | Fang Keke                             | 44 episodios                        |
| 2003            | The Story of a Noble Family       | Leng Qingqiu                          | 40 episodios                        |
| 2002            | Triple Door                       | Susan                                 |                                     |
| 2002            | White Collar Condominium          | Ren Fei'er                            |                                     |

### Películas
| Año  | Título                                                   | Personaje               | Notas   |
| ---- | -------------------------------------------------------- | ----------------------- | ------- |
| 2021 | Assassin in Red                                          | -                       | (cameo) |
| 2016 | Three Weddings                                           | Qian Xiaojing           |         |
| 2011 | The Seal of Love                                         | Yang Zhihua             |         |
| 2011 | Beginning of the Great Revival (The Founding of a Party) | Soong Ching-ling        |         |
| 2008 | How Yukong Moved the Mountains                           | Wang Youdeng (de joven) |         |
| 2006 | Love of Tangbula Grasslands                              | Lin Xiao                |         |
| 2006 | Dragon Tiger Gate                                        | Ma Xiaoling             |         |
| 2005 | Youthful Interpretation                                  | Shen Xi'er              |         |
| 2004 | 2046                                                     | Wang Jiewen             |         |
| 2004 | Last Love, First Love                                    | Fang Lin                |         |
| 2003 | Sound of Colors                                          | Dong Ling               |         |
| 2002 | Sky Lovers                                               | Cai Yuzhen              |         |
| 2000 | Happy Times                                              | Wu Ying                 |         |

### Programas de variedades
| Año  | Programa                        | Notas   |
| ---- | ------------------------------- | ------- |
| 2021 | Sisters Who Make Waves Season 2 | miembro |
| 2018 | Shake it Up                     | miembro |
| 2016 | Super Mom Season One            | miembro |

### Evento: 春节联欢晚会
| Año  | Título                                | Notas                                      |
| ---- | ------------------------------------- | ------------------------------------------ |
| 2010 | Cantaron《回家过年》                  | junto a su hijo, Han Geng y otros artistas |
| 2000 | Cantaron《今生共相伴》                | junto a Nicholas Tse                       |
| 1996 | 赵丽蓉小品《打工奇遇》 扮演宫女       | obra                                       |
| 1996 | 《丰收夜》舞蹈节目 女主角             | baile                                      |
| 1995 | Comedia de Pan Changjiang《过河》伴舞 | bailarina                                  |

### Anuncios
| Año  | Título                                                             | Notas |
| ---- | ------------------------------------------------------------------ | ----- |
| 2011 | 言路虎揽胜极光，成为该品牌首位城市塑造者                           |       |
| 2011 | bobo乐儿宝品牌                                                     |       |
| 2011 | ecco爱步（世界三大休闲鞋品牌之一）                                 |       |
| 2011 | 高姿8倍白化妆品                                                    |       |
| 2011 | 三精葡萄糖酸锌口服液                                               |       |
| 2011 | 言针织行业知名品牌蒂诗妮                                           |       |
| 2010 | 上海三竹月风挡玻璃水                                               |       |
| 2010 | 黄梅飘香奶茶                                                       |       |
| 2010 | 谷之爱婴幼儿食品                                                   |       |
| 2010 | 柔贝爽宝宝尿不湿                                                   |       |
| 2010 | Panasonic Beauty 松下系列                                          |       |
| 2010 | 伊百丽衣柜                                                         |       |
| 2010 | 言宝马汽车                                                         |       |
| 2010 | 言三公仔小儿七星茶                                                 |       |
| 2010 | 1月10日董洁正式成为三联家纺首位形象代言人                          |       |
| 2010 | 董洁成为《精品生活》形象代言人并且获得2009年度“最具风格艺人 - 大奖 |       |
| 2009 | 10月14日广州大学生电影节形象大使                                   |       |
| 2009 | 1帮1”活动代言人                                                    |       |
| 2009 | 4月29日度中网网动中国活动代言人                                    |       |
| 2009 | 言缤纯护肤品                                                       |       |
| 2006 | 言康师傅茉莉清茶                                                   |       |
| 2004 | 言海飞丝洗发水 (海洋篇)                                            |       |
| 2003 | 好迪啫喱水                                                         |       |
| 1998 | 卡迪那原味薯片的 - “地铁篇”                                        |       |
| 1997 | 苹果熟了 金正 DVD                                                  |       |
| 1996 | 喜之郎山楂果冻 - 广告                                              |       |
| -    | 幸福E家别墅                                                        |       |
| -    | 益肤霜                                                             |       |
| -    | 露露水                                                             |       |
| -    | MiuMiu彩妆                                                         |       |
| -    | 展风运动鞋                                                         |       |
| -    | 信芬化妆品                                                         |       |
| -    | 姗拉娜护肤品                                                       |       |
| -    | 隆立奇洗面奶                                                       |       |
| -    | 隆立奇护手霜                                                       |       |
| -    | 采青吸黑头面膜                                                     |       |

### Revistas / sesiones fotográficas
| Año  | Título                 | Notas    |
| ---- | ---------------------- | -------- |
| 2019 | Madame Figaro Magazine | [ 14 ]   |
| 2019 | T Magazine China       |          |
| 2018 | OK! Magazine           | no. 167) |
| 2016 | OK! Magazine           | [ 15 ]   |
| -    | Chic Magazine          |          |

## Discografía

### Otras canciones
| Año  | Canción            | Álbum                     | Notas                                                                                         |
| ---- | ------------------ | ------------------------- | --------------------------------------------------------------------------------------------- |
| 2011 | 我爱的我           | -                         |                                                                                               |
| 2011 | 因为爱 相信爱      | OST de "Premiere"         | (interpretación durante la Gala benéfica de Año Nuevo)                                        |
| 2011 | 携手               | OST de "The Seal of Love" | junto a Shawn Dou                                                                             |
| 2011 | 孩子               | -                         | (canción benéfica)                                                                            |
| 2011 | 夫妻相             | -                         | junto a Pan Yueming - (interpretación durante la Gala del Festival de Primavera de Dragon TV) |
| 2009 | 亲密爱人           | -                         | junto a Pan Yueming- (interpretación durante la CCTV Gala del Festival de Medio Otoño)        |
| -    | 我们的生活充满阳光 | -                         | junto a Quan Ren                                                                              |

## Premios y nominaciones
| Año  | Categoría                        | Premio                                      | Trabajo         | Resultado |
| ---- | -------------------------------- | ------------------------------------------- | --------------- | --------- |
| 2020 | Best Actress (Sapphire)          | 7th The Actors of China Award Ceremony      | -               | Nominada  |
| 2019 | Best Actress (Sapphire Category) | 6th The Actors of China Award Ceremony      | The Family      | Nominada  |
| 2016 | Best Supporting Actress          | 22nd Shanghai Television Festival           | Tiger Mom       | Nominada  |
| 2015 | Best Supporting Actress          | 8th China TV Drama Award                    | Tiger Mom       | Ganó      |
| 2004 | Best Actress                     | 27th Hundred Flowers Award                  | Sound of Colors | Nominada  |
| 2002 | Best Actress                     | 2nd Chinese Film Media Award                | Happy Times     | Nominada  |
| 2002 | Best Actress                     | 47th Valladolid International Film Festival | Happy Times     | Ganó      |
| 2001 | Outstanding New Actress          | 7th Huabiao Award                           | Happy Times     | Ganó      |